# A Sầu-i csata
Az A Sầu-i csata egy kisebb összecsapás volt a vietnámi háborúban, amely során 1966. március 9-én az ÉNH csapatok rajtaütöttek az amerikai különleges alakulatok A Sầu-völgyben működő táborán. A tábor működésének a célja a Ho Si Minh-ösvényről beszivárgó északi egységek és a környező területek megyfigyelése volt. Az A Sầu-i csatában a táboron rajtaütő északi csapatok – heves harcok során – visszavonulásra késztették a táborban szolgáló 17 amerikai zöldsapkást és az általuk kiképzett 210 fős dél-vietnámi civil milicistát.